# Carl-Gustaf Lindstedt
Carl-Gustaf Lindstedt, egentligen Karl Gustav Lindstedt, född 24 februari 1921 i Kungsholms församling, Stockholm, död 16 januari 1992 i Sofia församling, Stockholm, var en svensk skådespelare, komiker, revyförfattare och sångtextförfattare. Han var far till skådespelaren Pierre Lindstedt.

## Biografi

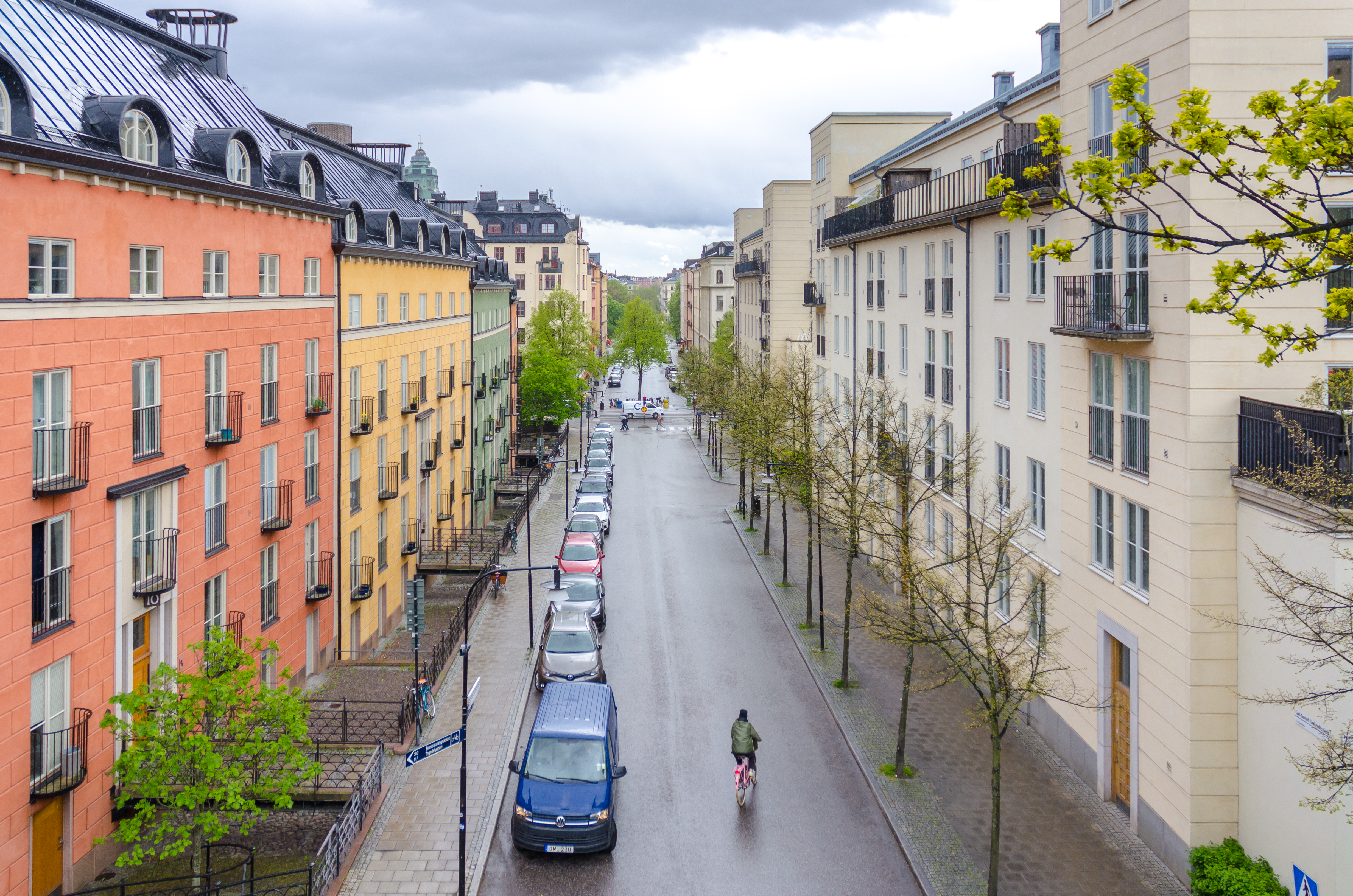
Carl-Gustaf Lindstedts gata på Kungsholmen är en förlängning av Norra Agnegatan, där Carl-Gustaf växte upp i andra kvarteret till höger, efter korsningen med Fleminggatan.

Han var son till en blomsterhandlare och socialdemokratisk politiker på Kungsholmen och blev tidigt intresserad av skådespelande. Han började med amatörteater inom den socialdemokratiska ungdomsrörelsen; hos Unga Örnar och inom SSU med dess talgrupp Unga Röster. Här verkade Herman Greid, flykting från Österrike, som inspiratör för den politiska teaterverksamheten. Under denna tid kom han i kontakt med Gunnar "Knas" Lindkvist och med Nils Ohlson och 1942 bildade man trion Tre Knas (Ohlson blev senare ersatt av Curt "Minimal" Åström).

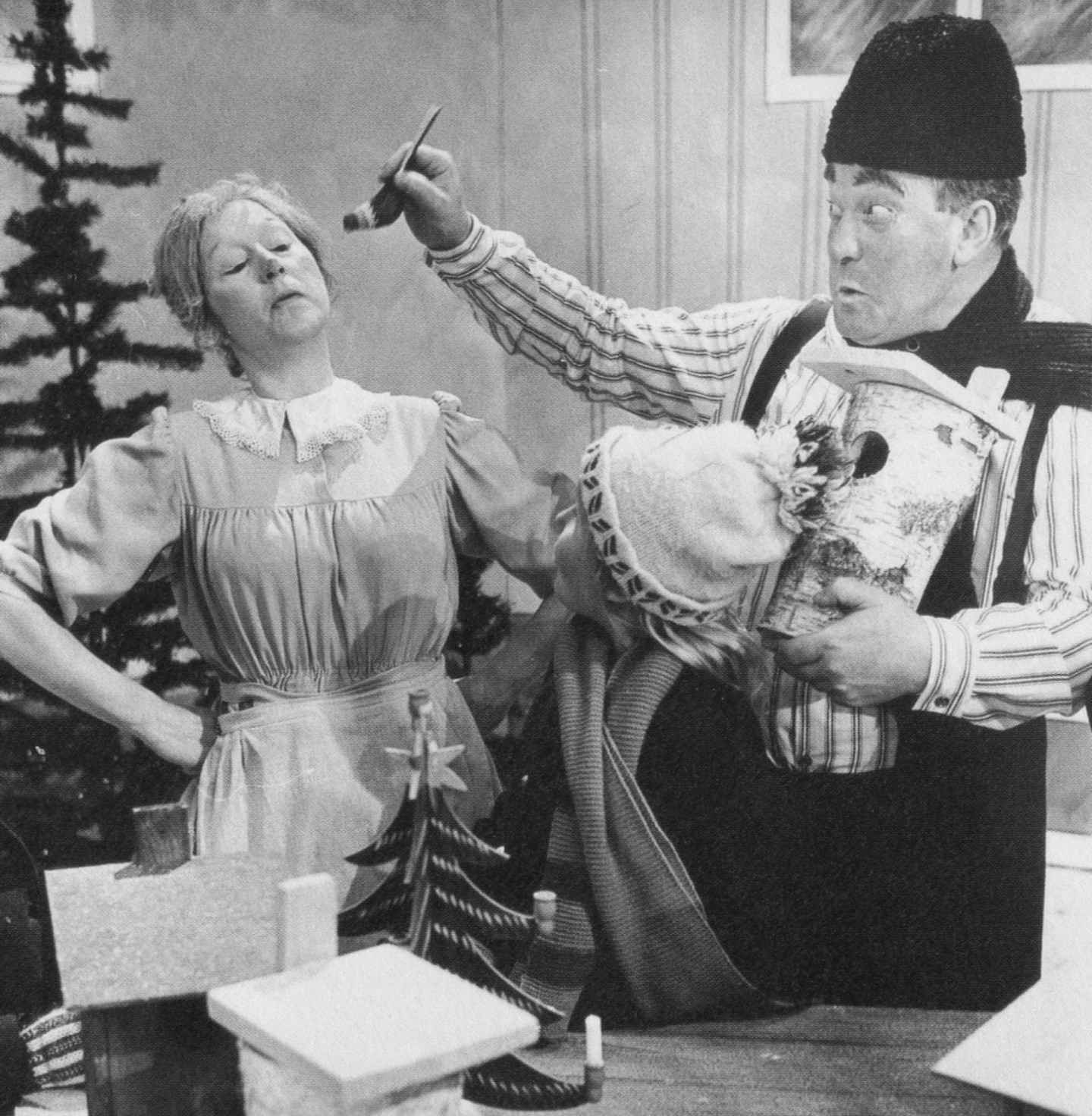
Birgitta Andersson och Carl-Gustaf Lindstedt i Gumman som blev liten som en tesked från 1967.

1946 blev Tre Knas engagerade av Gösta Bernhard och Stig Bergendorff till Casinorevyerna som varade fram till 1952. På 1950-talet startade Lindstedt eget med Nöjeskatten 1957-1963 där han spelade bl.a. med Arne Källerud. Mellan 1973 och 1980 återförenades det gamla Casinogänget på Intiman där de spelade revy med stor framgång. Carl-Gustaf Lindstedt blev en av våra mest produktiva och mångsidiga artister och skådespelare. Han var med och introducerade den amerikanska crazyhumorn på allvar i Sverige.
Som så många andra biointresserade unga inspirerades han av den amerikanska filmhumor som spreds via filmer som Hellzapoppin' (Den galopperande flugan) och andra. Det var en humor som byggde på spontanitet, om än väl förberedd, och ibland det oväntade. Som skådespelare var han helt och hållet självlärd. Länge hade han nästan uteslutande komiska roller på film, ofta med direkt anknytning till verksamheten med Tre Knas eller hans övriga revyspelande vid bl.a. Nöjeskatten. Rollen som fadern i Kjell Gredes Harry Munter (1969) och den som den "mäktige" i samme regissörs Klara Lust (1972) liksom den som julgransodlare i Lars Lennart Forsbergs samhällskritiska julkalender Broster Broster (1971) bröt i mycket mot denna gängse komiska image. Med tiden visade han sig även behärska den s.k. tunga dramatiken med samma framgång vilket han väl visade t.ex. som pappa Loman i Bo Widerbergs tv-uppsättning av En handelsresandes död (1979) eller samme regissörs film om kommissarie Beck Mannen på taket (1976). En annan sådan paradroll blev som den hjärtsjuke Primus Svensson som blir instängd i den ofantliga sjukhusapparaten i tv-serien Babels hus (1981).
Att han blev framgångsrik här var en kombination av det stora yrkeskunnande han skaffat sig och det sociala engagemang han fått med sig från hemmet och ungdomsåren. Han förstod sig på att finna den rätta avvägningen i framförandet, det som brukar betecknas som "timing" som är en förutsättning för att vara rolig och att vara allvarlig i sin roll. För sin roll som fadern Harry Munter erhöll han 1970 en Guldbagge och 1981 tilldelades han Svenska Dagbladets Thaliapris med motiveringen "hans förmåga att ständigt vara uppmärksam. Det är inte fråga om någon energisk nyfikenhet, snarare något indolent, ett stillsamt lyssnande, som är alldeles förhållningslöst. Hans mimik är inte särskilt mångskiftande men den avspeglar uttrycksfullt en avvaktande undran om en stark medvetenhet." 1974 erhöll han Teaterförbundets guldmedalj, 1980 samma förbunds De Wahl-stipendium samt 1987 det av Svenska Akademien utdelade Carl Åkermarks stipendium.

### Privatliv
Carl-Gustaf Lindstedt gifte sig 1943 med Tully Johansson (1921–2003). Tillsammans fick de tre barn, Pierre Lindstedt (född 1943), Pia Lindstedt (född 1949) och Peggy Lindstedt (född 1958).
Han avled av en hjärtinfarkt och är gravsatt i minneslunden på Kungsholms kyrkogård i Stockholm.

## Filmografi i urval
- 1948 – Lilla Märta kommer tillbaka
- 1948 – Loffe som miljonär
- 1949 – Lattjo med Boccaccio
- 1949 – Pippi Långstrump
- 1950 – Loffe blir polis
- 1950 – Motorkavaljerer
- 1950 – Stjärnsmäll i Frukostklubben
- 1950 – Påhittiga Johansson
- 1950 – Anderssonskans Kalle
- 1950 – Regementets ros
- 1951 – Tull-Bom
- 1951 – Spöke på semester
- 1951 – Hon dansade en sommar
- 1952 – Klackarna i taket
- 1952 – Oppåt med Gröna Hissen
- 1953 – Det var dans bort i vägen
- 1953 – Terras fönster nr 7
- 1954 – Hjälpsamma herrn
- 1955 – Mord, lilla vän
- 1955 – Kvinnodröm
- 1955 – Hoppsan!
- 1955 – Janne Vängman och den stora kometen
- 1955 – Flicka i kasern
- 1956 – Litet bo
- 1956 – Suss gott
- 1956 – Det är aldrig för sent
- 1957 – Räkna med bråk
- 1959 – Guldgrävarna
- 1959 – Fly mej en greve
- 1961 – Svenska Floyd
- 1961 – Vi fixar allt
- 1962 – En nolla för mycket
- 1964 – Wild West Story
- 1964 – Blåjackor
- 1965 – Här kommer bärsärkarna
- 1965 – Calle P
- 1967 – Åsa-Nisse i agentform
- 1967 – En sån strålande dag
- 1967 – Gumman som blev liten som en tesked (TV-serie)
- 1968 – Freddy klarar biffen
- 1969 – Harry Munter
- 1970 – Rötmånad
- 1971 – Broster Broster (TV-serie)
- 1972 – Klara Lust
- 1972 – Mannen som slutade röka
- 1973 – Teskedsgumman (TV-serie)
- 1973 – Gamen
- 1973 – Pappas pojkar (TV-serie)
- 1975 – Kom till Casino
- 1975 – I död mans spår
- 1976 – Mannen på taket
- 1979 – En handelsresandes död
- 1980 – Blomstrande tider
- 1981 – Babels hus (TV-serie)
- 1981 – Snacka går ju...
- 1983 – Raskenstam
- 1983 – Kalabaliken i Bender
- 1983 – Spanska flugan
- 1984 – Sköna juveler
- 1984 – Pengarna gör mannen
- 1984 – Se upp för sjöjungfrur!
- 1985 – Hålet
- 1985 – Examen
- 1987 – Malacca
- 1988 – Vargens tid
- 1989 – T. Sventon praktiserande privatdetektiv (TV-serie)
- 1990 – Hemligheten
- 1990 – Främmande makt (TV-serie)
- 1991 – Kakan (TV-serie)

### Filmmanus
- 1954 – Hjälpsamma herrn
- 1959 – Guldgrävarna
- 1959 – Fly mej en greve

## Teater

### Roller (ej komplett)
| År   | Roll                                | Produktion                                                | Regi                | Teater        |
| ---- | ----------------------------------- | --------------------------------------------------------- | ------------------- | ------------- |
| 1951 | Medverkande                         | Drömtolvan, revy Stig Bergendorff och Gösta Bernhard      | Gösta Terserus      | Casinoteatern |
| 1955 | Medverkande                         | C:55, revy Stig Bergendorff och Gösta Bernhard            | Gösta Bernhard      | Casinoteatern |
| 1956 | Svensson, mannen i den blå kostymen | Pippi, you know, revy Stig Bergendorff och Gösta Bernhard | Gösta Bernhard      | Casinoteatern |
| 1966 |                                     | Omaka par Neil Simon                                      | Stig Ossian Ericson | Intiman       |
| 1952 | Medverkande                         | Här håller vi hus, revy Nils Perne                        | Sven Paddock        | Scalateatern  |
| 1968 | Påhittiga Johansson                 | Varför är det så ont om Q Hans Alfredson                  | Lars-Erik Liedholm  | Dramaten      |
| 1969 | Oblomov                             | Snark Spike Milligan                                      | Thor Zackrisson     | Maximteatern  |
| 1972 | Medverkande                         | Sånt folk!, revy Carl Zetterström                         | Lars Amble          | Maximteatern  |
| 1981 | Ludwig Klink                        | Spanska flugan Franz Arnold och Ernst Bach                | Per Gerhard         | Vasateatern   |
| 1984 | Stadsfullmäktige Struve             | Gamle Adam Franz Arnold och Ernst Bach                    | Per Gerhard         | Vasateatern   |
| 1985 | Gilbert                             | Min käre man Pierrette Bruno                              | Per Gerhard         | Vasateatern   |
| 1986 | Napoléon Torriston                  | Leva loppan Georges Feydeau                               | Pierre Fränckel     | Vasateatern   |
| 1987 | Arnold Crouch                       | Inte nu, älskling! Ray Cooney och John Chapman            | Pierre Fränckel     | Vasateatern   |
| 1990 | Medverkande                         | Skrattverket, revy                                        | Mille Schmidt       | Intiman       |
| 1991 | Ben Epstein                         | Broadway nästa Neil Simon                                 | Staffan Roos        | Dramaten      |